# Президентская кампания Амана Тулеева (1991)
Президентская кампания Амана Тулеева на выборах президента РСФСР началась в апреле 1991 года после выдвижения его кандидатуры трудовыми коллективами шахтёров и работников Кемеровской железной дороги. В предвыборной программе Тулеев предлагал экономические реформы. В ходе кампании кандидат посещал города республики, где встречался с избирателями. Наибольшей поддержкой Тулеев пользовался в возглавляемой им Кемеровской области и ряде автономий. По итогам выборов политик набрал 6,81 % голосов.

## Выдвижение
В апреле 1991 года трудовые коллективы шахтёров и работников Кемеровской железной дороги выдвинули кандидатом на пост президента РСФСР председателя Кемеровского областного исполнительного комитета и областного совета народных депутатов Амана Тулеева. Также Тулеев — член КПСС — получил предложение баллотироваться от первого секретаря кемеровского областного комитета партии Анатолия Зайцева, который стремился не допустить победы в регионе председателя Верховного совета РСФСР Бориса Ельцина.
Тулеев обладал авторитетом среди жителей Кемеровской области и имел поддержку консервативных сил в автономиях. В Кузбассе и других регионах собрали 280 тыс. подписей (из них 274 тыс. — в Кемеровском избирательном округе № 35) в поддержку политика.
Согласно воспоминаниям Тулеева, решение рабочих оказалось для него «неожиданным». Он планировал отказаться от участия в выборах, но впоследствии решил использовать президентскую кампанию для привлечения внимания к проблемам в промышленности. По мнению политолога Игоря Минтусова, Тулеев хотел стать политиком федерального уровня.
На предстоящих выборах вместе с президентом республики избирали вице-президента. Тулеев предложил заместителю председателя Верховного Совета РСФСР Светлане Горячевой участвовать в выборах вместе, но та не верила в его победу и отказалась. Согласился народный депутат РСФСР, директор комбината «Кузбассшахтострой» Виктор Бочаров. 20 мая 1991 года ЦИК зарегистрировала кандидатуры Тулеева и Бочарова.
Для организации кампании Тулеев обратился за помощью к одному из лидеров КП РСФСР Геннадию Зюганову. По воспоминаниям Тулеева, тот сказал, что партия поддержит Николая Рыжкова. На просьбу помочь с агитацией Зюганов «на словах что-то пообещал», но «по факту так и не поделился ничем». Тулеев советовался с Вадимом Бакатиным — другим кандидатом в президенты, но тот лишь высмеял намерение политика участвовать в выборах.

## Президентская кампания

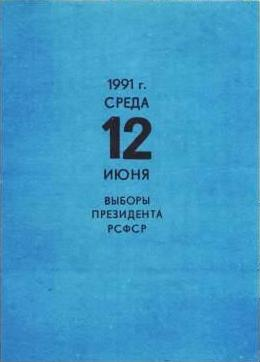
Приглашение на выборы

В предвыборной программе Тулеев предлагал сократить бюрократию в экономике, дать регионам больше экономической самостоятельности. Кандидат выступал за сохранение колхозов и конверсию военного производства, социальные гарантии для населения. Предлагал развивать промышленность в первую очередь и на время ограничить право на митинги для укрепления трудовой дисциплины.
Кампанию кандидата финансировали руководители разрезов, предприятий и строительных компаний Кузбасса: они давали деньги на агитацию и авиабилеты. По словам Тулеева, он объехал «практически всю страну». За день политик посещал несколько городов, где встречался с местными избирателями и чиновниками. Между встречами политические консультанты давали ему советы. Политолог Игорь Минтусов, консультировавший команду Тулеева, сравнивал кампанию со спринтом. Политик вспоминал, что у него «по сути» не было предвыборного штаба, а кампания «шла тяжело». Порой избиратели оскорбляли кандидата из-за национальности. Напарник Тулеева Бочаров отправился в турне по городам больших угольных бассейнов: посетил Иркутск, Воркуту, Якутск, Ростов-на-Дону и Читу. Но потом перестал участвовать в кампании.
50 команд агитаторов посетили больше половины регионов республики. Большей частью агитация политика была направлена на жителей Кемеровской области и ближайших регионов Западной Сибири. Избирателям рассказывали о социальных инициативах Тулеева в возглавляемом им Кузбассе. Тулеев участвовал в теледебатах, где назвал курс руководства страны «неправильным» из-за обнищания населения. В конце кампании политик резко критиковал Бориса Ельцина и призывал не голосовать за него.
За неделю до выборов Тулеев помог силовикам задержать террориста. В автобусе у гостиницы «Россия» мужчина с ножом взял девочку в заложники. Террорист требовал денег и встречи с Ельциным или министрами. Пока политик отвлекал мужчину разговором, бойцы отряда «Альфа» задержали террориста. По мнению Тулеева, история почти не получила освещения в СМИ, потому что «поступок совершил не тот кандидат». Низкий интерес СМИ к его кандидатуре подтверждали исследователи.
Мать кандидата Мунира Власова в разговоре с журналистами заявляла, что не станет голосовать за сына. Позднее она объяснила свой поступок страхом за судьбу сына из-за угроз политики.

## Итоги голосования
По итогам голосования Тулеев получил 5 417 464 голоса (6,81 % от общего числа голосовавших) и занял четвёртое место. Политик обошёл соперников и победил в Кемеровской области: за него проголосовали 44,71 % избирателей региона. Больше всего голосов за Тулеева отдали в автономиях: Горно-Алтайской АССР (24,36 %), Бурятии (20,14 %), Калмыкии (18,68 %), Эвенкийском (17,48 %) и Усть-Ордынском Бурятском (19,18 %) автономных округах. За кандидата голосовали пенсионеры и работники бюджетных организаций. Среди голосовавших за Тулеева преобладали женщины.

## Оценки
Организационный отдел ЦК КПСС составил аналитический материал об итогах выборов. Его авторы обращали внимание на «большой интерес» избирателей к Тулееву. Авторы пришли к выводу: из всех кандидатов в президенты, состоявших в КПСС (наряду с Тулеевым в партии состояли Николай Рыжков, Вадим Бакатин и Альберт Макашов), в последующем только Тулеева можно рассматривать для выдвижения на высокие посты.
По мнению народного депутата СССР Анатолия Чехоева, на момент президентских выборов Тулеев был «сильной фигурой». Публицист Рой Медведев считал кампанию Тулеева «очень достойной».
Тулеев предполагал, что занял третье место, а результат Владимира Жириновского сфальсифицировала ЦИК. По словам политика, «Кремль» усилил ЛДПСС в противовес коммунистам. Также Тулеев был убеждён, что потерял часть голосов жителей Кемеровской области из-за плакатов «Сохраним Тулеева для Кузбасса, а Ельцина — для России». По мнению политика, идея плаката принадлежала Тельману Гдляну — члену команды Бориса Ельцина.
Согласно воспоминаниям Тулеева, итоги голосования огорчили его. Однако в интервью спустя 30 лет после выборов он назвал свой результат «очень крутым».